# Onofre Reichardt Grüll
Onofre Reichardt Grüll (Frisinga, 28 de agosto de 1914 - Villarrica, 17 de abril de 2004) fue un misionero perteneciente a la Orden de los Hermanos Menores Capuchinos. Fue secretario de Mons. Guido Beck de Ramberga y Mons. Sixto Parzinger, ambos obispos de la Diócesis de Villarrica. Su fama de santidad se ha extendido a través de su apostolado mariano conocido como La Cruzada del Rosario, el cual ha sido bendecido por los papas Pablo VI, Juan Pablo II, Benedicto XVI y Francisco.

## Vida en su natal Alemania
Nació el 28 de agosto de 1914 en la ciudad de Frisinga perteneciente a la región de Baviera en Alemania. Ingresó al noviciado de la Orden de los Hermanos Menores Capuchinos en la ciudad de Eichstätt el 6 de octubre de 1933, realizando sus primeros votos religiosos el 16 de octubre de 1934. Debido a las leyes civiles de la época se alistó en el servicio militar de carácter obligatorio en la ciudad de Ingolstadt, el cual finalizó luego de dos años. 
El 6 de octubre de 1937 junto a otros cinco religiosos capuchinos, recibe la cruz del misionero en la Basílica de Santa Ana de Altötting, Alemania.

## Misionero en la Araucanía
Llegó en 1937 al Vicariato Apostólico de la Araucanía, Chile, cuando tenía recién 23 años y ya tres de capuchino. Su figura está del todo ligada a la “Cruzada del Rosario por las vocaciones sacerdotales y religiosas”, que iniciara él mismo en Villarrica en octubre de 1973, en vista de la gran crisis política en la cual se veía inmerso el país en esos años e inspirado en la esperanza de un horizonte mejor. La idea nació con la impresión de un volante titulado: “¡Gran campaña! Miles de rosarios por el aumento de las vocaciones sacerdotales y religiosas”, que autorizó el obispo de aquella época, el Siervo de Dios, Mons. Guillermo Hartl.
En sus primeros años de misionero en La Araucanía se desempeñó como carpintero del taller de la misión de Padre las Casas; como linotipista de una revista en alemán que editó la imprenta misional, como inspector del internado de Villarrica y luego desde 1945 como secretario, acompañante y chofer de los obispos capuchinos: Guido Beck, Guillermo Hartl y varios años de Mons. Sixto Parzinger. Todo este tiempo vivió en el edificio del Obispado de Villarrica.

## Apóstol de la Santísima Virgen María
La Cruzada del Rosario se comenzó a difundir en el mes de octubre de 1973, desde el inicio se repartió una hoja impresa en la que se representa un rosario en torno a la imagen de la Santísima Virgen María, con 50 perlas para ir marcando; cada una significa el rezo de un rosario de 5 misterios. Así la hoja sirve para 50 rosarios. Una vez marcadas las 50 perlas o rosarios, la hoja se manda al secretario de la cruzada del Obispado de Villarrica. Desde allí se remite al que escribió alguna estampa, folleto y otra hoja para que continúe contribuyendo con su propio rezo del rosario al aumento de vocaciones   sacerdotales y religiosas. Hasta hoy, esto se viene haciendo sin interrupción desde hace 45 años.
Las hojas del rosario que se reciben completas cada año son un término medio de 8500, esto es 4.900.000 Rosarios. La cruzada fue bendecida a petición de Monseñor Guillermo Hartl el 25 de mayo de 1974, por el papa Pablo VI; luego por  el papa Juan Pablo II, el 18 de julio de 1982, a petición de Mons. Sixto Parzinger. Al cumplir 25 años la Cruzada del Rosario el papa Juan Pablo II dirigió al señor obispo de Villarrica un mensaje de Bendición Apostólica. Posteriormente, la campaña fue bendecida, en febrero de 2017, por el papa emérito Benedicto XVI, y por el papa Francisco, a petición del actual obispo de Villarrica Mons. Francisco Javier Stegmeier.
En el año 1976, Mons. Guillermo Hartl pidió que se difundiera en la Araucanía la celebración de los primeros sábados del mes en honor a la Virgen de Fátima. Con ese motivo se redactó la espiritualidad de los Grupos y se realizó en la casa de retiro Mons. Guido Beck de Ramberga la primera jornada, en noviembre de ese año, con asistencia de 62 señoras y señoritas de las distintas parroquias del Vicariato. Así comenzaba a formarse las primeras guías de los Grupos Marianos.
Estas jornadas continuaron realizándose durante varios años para señoras, señoritas, hombres y jóvenes. A partir de 1979 el mensaje de oración por las vocaciones sacerdotales y religiosas y la espiritualidad propia de los Grupos Marianos se expandió por varios países de América Latina: Ecuador, Perú, Bolivia, Argentina y Chile.  
El sábado 17 de abril de 2004, falleció en la paz del Señor, a los 89 años de edad.